# Fredrik August Cederschjöld
Fredrik August Cederschjöld, född 27 maj 1813 i Sankt Nikolai församling, Stockholm, död 10 mars 1883 i Hedvig Eleonora församling, Stockholms stad, var en svensk läkare.
Cederschjöld blev student vid Lunds universitet 1830, medicine licentiat 1839 samt kirurgie magister och medicine doktor 1840.  Efter att ha haft förordnande dels som bataljonsläkare vid Andra livgardet, dels som barnmorskelärare och som adjunkt i obstetrik vid Karolinska institutet, blev han 1842 tillförordnad och 1846 ordinarie provinsialläkare i Nora distrikt. Från denna befattning fick Cederschiöld 1851 på begäran avsked och slog sig därefter ned som praktiserande läkare i Stockholm, utnämndes 1854 till provinsialläkare i Stockholms distrikt och var 1855–1880, med professors namn, lärare vid den i Stockholm befintliga undervisningsanstalten för barnmorskor. Han var en av tre initiativtagare till Lärokurs för fruntimmer 1859.
Utom åtskilliga smärre uppsatser, till stor del publicerade i tidskriften Hygiea, utgav Cederschjöld Lärobok för barnmorskor (1873) och Lärobok för barnmorskor uti instrumentala förlossningskonsten (1874; tredje upplagan 1901; omarbetad upplaga av Edvard Alin 1896). Han ombesörjde dessutom nya upplagor av sin fars läroböcker i samma ämne. Under de sista ståndsriksdagarna var han en verksam ledamot av ridderskapet och adeln.
Fredrik August Cederschjöld var son till Pehr Gustaf Cederschjöld i adelsätten Cederschiöld och Cordelia von Boije. Han var gift med komministerdottern Agnes Memsen och far till Gustaf Cederschiöld. Cederschjöld är begravd på Norra begravningsplatsen utanför Stockholm.